# Youssef Fertout
Youssef Fertout (Casablanca, 7 juli 1970) is een Marokkaans voetbaltrainer en voormalig profvoetballer die als aanvaller speelde.

## Loopbaan als speler

### Clubvoetbal
Fertout begon in de jeugd bij amateurclub Inbiaat Kahira en vertrok daarna naar de jeugdopleiding van Wydad Casablanca. Fertout speelde van 1990 tot 1995 in de hoofdmacht van Wydad Casablanca en won daarmee in 1990, 1991 en 1993 het landskampioenschap. In 1989 en 1994 won hij met de club de Coupe du Trône. Ook internationaal was er succes, want in 1992 won Fertout met Wydad Casablanca de CAF beker voor landskampioenen, dat in de finale Al-Hilal Club versloeg. Een jaar later, in 1993, won hij met Wydad Casablanca de Afro-Azië Cup, waarin van PAS Tehran FC werd gewonnen. In 1995 vertrok Fertour voor drie seizoenen naar CF Belenenses, waarvoor hij in totaal eenenzeventig competitiewedstrijden speelde en twaalf doelpunten maake. In 1998 vertrok hij voor drie seizoenen naar AZ Alkmaar, waarvoor hij in totaal negenenveertig competitiewedstrijden speelde en elf doelpunten maakte. Na zijn profcarrière speelde hij nog op amateurniveau bij het Amsterdamse FC Chabab in de Tweede klasse.

### Marokkaans voetbalelftal
Voor het Marokkaans voetbalelftal speelde hij tussen 1992 en 1998 in totaal zesentwintig interlands, waarin hij tien doelpunten maakte. Met Marokko nam hij deel aan de African Cup of Nations 1998.

## Loopbaan als trainer
Fertout kreeg in januari 2012 het eerste team van Raja de Beni Mellal onder zijn hoede. Ondanks het kampioenschap in de GNF 2, verliet hij de club wegens een gebrek aan een geschikt stadion en niet mocht promoveren van de bond. Fertout trainde achtereenvolgens Ittihad Tanger, TAS de Casablanca, Olympique Safi, Wydad Casablanca, opnieuw Olympique Safi, Renaissance Zemamra, Chabab Rif Al Hoceima en Moghreb Athletic Tétouan.

## Erelijst
Wydad Casablanca
Nationaal
- Botola Pro (3): 1990, 1991, 1993
- Coupe du Trône (2): 1989, 1994

Internationaal
- African Cup of Champions Clubs (1): 1992
- Afro-Asian Club Championship (1): 1993
- Arab Club Champions Cup (1): 1989
- Arab Super Cup (1): 1992